# 鲁道夫·卡策尔
鲁道夫·卡策尔（德語：Rudolf Katzer，1888年—？），德国男子自行车运动员。他曾代表德国参加1908年夏季奥林匹克运动会自行车比赛，获得男子团体追逐赛银牌。